# لويس ماريا مورينو
لويس ماريا مورينو (بالإسبانية: Luis María Moreno Perpiñá)‏ هو مجدف إسباني، ولد في 11 مارس 1963.

## وصلات خارجية
- لويس ماريا مورينو على موقع الاتحاد الدولي للتجديف (الإنجليزية)